# Барлог, Болеслав
Болеслав Станислаус Барлог (нем. Boleslaw Stanislaus Barlog; 28 марта 1906, Бреслау Германская империя (ныне Вроцлав, Польша) — 17 марта 1999, Берлин) — немецкий театральный и кинорежиссёр, театральный деятель. Член Академии искусств Берлина.

## Биография
Родился в семье адвоката. С детства кроме литературы, увлекался театром. В 1920-х годах стал учеником и помощником режиссеров Х. Гильперта и К. Мартина. Начинал сценическую деятельность в «Народном театре» Берлина («Volksbühne») (1930—1933).
После прихода нацистов к власти в 1933 году потерял работу и несколько лет занимался случайными заработками, прежде чем получил должность помощника директора немецкой кинокомпании «Universum Film AG». В 1940-х годах руководил съёмками фильмов на студиях «Universum Film AG» и «Terra Film».
Известен, главным образом, своей работой по возрождению театральной жизни Берлина после Второй мировой войны. Вместе со многими другими художниками активно стремился, свести к минимуму влияние напряженности в холодной войне в театральных заведениях и концертных залах разделенного Берлина. Большинство главных театров Берлина были тогда сильно повреждены или уничтожены во время боевых действий, поэтому многие из первых послевоенных спектаклей были даны в старых кинотеатрах или в небольшом, сравнительно непострадавшем театре Шлосспарк на окраине Западного Берлина.
С 1945 года он руководил «Шлоспарк-театром» («Schlosspark Theater»), с 1951 года возглавлял «Театр Шиллера» в Западном Берлине. С 1951 по 1972 год служил в управлении театральных учреждений Берлина, генеральным директором муниципальной театральной компании Западного Берлина.

## Избранные театральные постановки
Первая режиссёрская работа Б. Барлога — комедия В. Геца «Фокус-покус» в «Шлоспарк-театре» (1945). Среди постановок 1940—1950-х годов:
- «Как вам это понравится» (1946), «Укрощение строптивой» (1947) и «Сон в летнюю ночь» (1953) Шекспира
- «Женитьба» Гоголя (1947)
- «Андрокл и лев» Б. Шоу (1947)
- «Фауст» Гёте (1954)
- «В ожидании Годо» С. Беккета
- «Убийственные ангелы» К. О’Брайена
- опера «Тоска» Пуччини

и другие.
Б. Барлог ставил острые комедийные спектакли. Его режиссёрские работы характеризуются богатством фантазии, интересом к гротескным решениям.

## Избранная фильмография
Как кинорежиссёр снял 12 художественных и ТВ-фильмов, несколько документальных кинолент.
- Quadratur des Kreises (TВ, 1968)
- Don Gil von den grünen Hosen (TВ, 1964)
- Der amerikanische Traum (TВ, 1962)
- Die Pariser Komödie (TВ, 1961)
- Wohin die Züge fahren (1949)
- Tierarzt Dr. Vlimmen (1944)
- Der grüne Salon (1944)
- Junge Herzen (1944)
- Seinerzeit zu meiner Zeit (1944)
- Wenn die Sonne wieder scheint (1943)
- Kleine Mädchen — große Sorgen (1941)
- Unser kleiner Junge (1941)

## Образ в кино
- «„Еврей Зюсс“ – фильм как преступление?» (Германия, 2001), режиссёр Хорст Кёнигштайн[нем.], в роли Барлога — Кристоф Томанек[нем.]

## Награды
- В 1950 году был удостоен премии Berliner Kunstpreis.
- Орден Искусств и литературы (1965)
- Награждён Большим офицерским крестом Ордена «За заслуги перед Федеративной Республикой Германия».